# Ciclooctenă
Ciclooctena este o cicloalchenă cu formula chimică C8H14. Ciclooctena se remarcă prin faptul că este cea mai mică cicloalchenă care poate exista în mod stabil ca stereoizomer cis sau trans, cis-ciclooctena fiind cea mai frecventă. Analiza teoretică deduce un număr total de 16 izomeri conformaționali și configuraționali, toți chirali, formând 8 perechi de enantiomeri.

Izomerii posibili ai ciclooctenei